# 富山大學前停留場

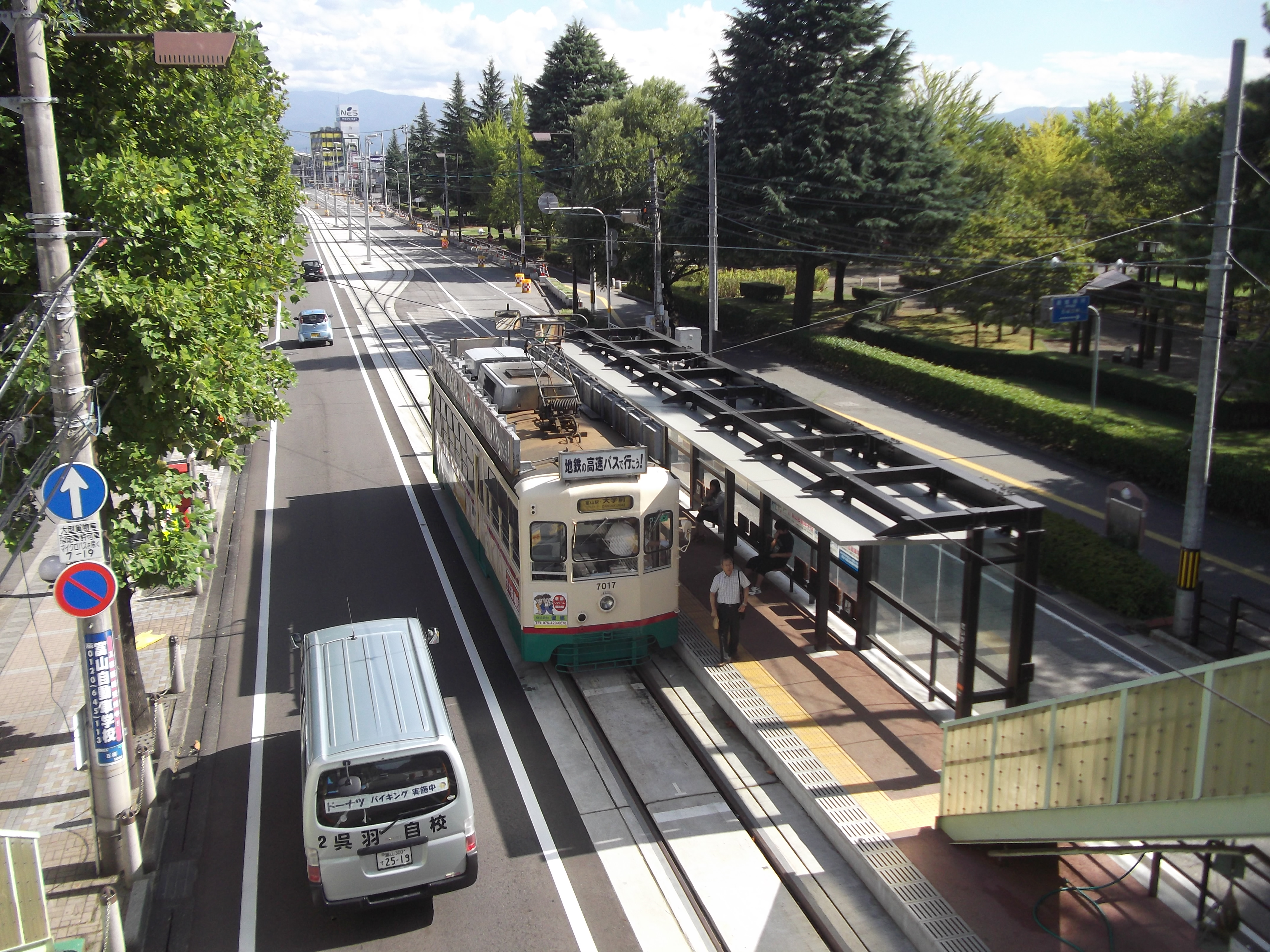
大學前停留場

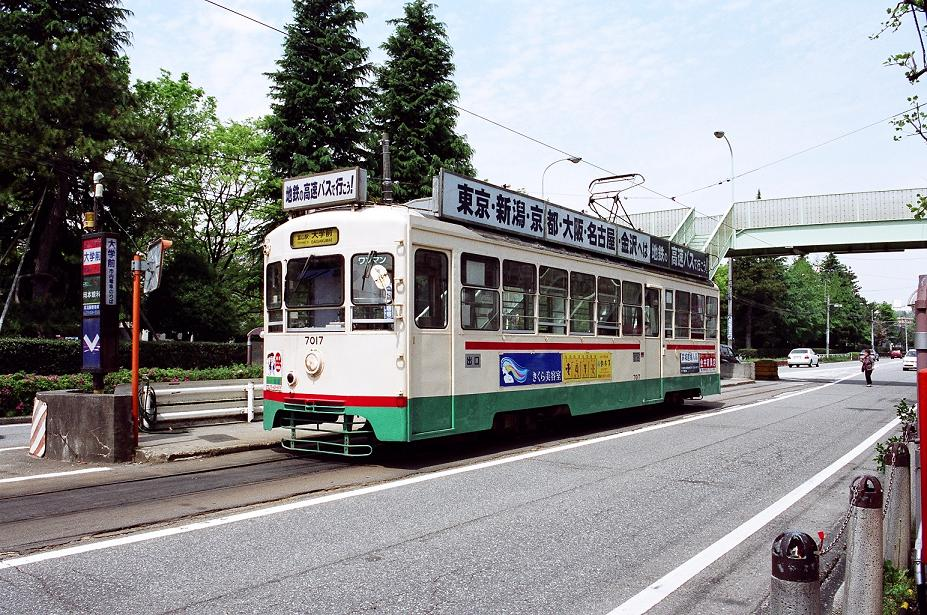
翻新工程前的大學前停留場

富山大學前停留場（日语：／ Toyamadaigaku-mae teiryūjō */?）是位於富山縣富山市五福，富山地方鐵道富山軌道線（終點站）的電車站。車站編號為C22。
電車站位於富山縣道44號富山高岡線上的共用軌道。在2012年（平成24年）3月24日，新的富山大橋開通，安野屋至此電車站前變為雙線鐵路，在此電車站前設有轉轍器，由雙線鐵路匯合為單線鐵路。站內只有單線鐵路。同時進行通行了月台增設上蓋等改善工程。在變為雙線鐵路同日開始使用。在工程期間，於電車站前方設置了臨時月台。
富山大學前電車站距離富山大學正門300米。對於前往大學的乘客造成不便，因此一直希望把電車線延長，從電車站以西延伸，經過縣營富山棒球場與縣營陸上競技場，連接五福運動廣場，延伸路段約1公里。對於該延伸計劃，富山地鐵表示在不需要支付延伸費用下，對於延伸計劃表示支持。

## 歷史
- 1954年（昭和29年）3月20日 - 吳羽線部分暫停服務區間（新富山站前至五福之間）重開。五福停留場遷移至（舊）大學前停留場，縣立富山工業學校前停留場遷移至工業高校前停留場。兩電車站之間新設球場前停留場[3] 。
- 1969年（昭和44年）10月1日 - 球場前至（舊）大學前之間廢止，電車站改名為大學前停留場[4]。
- 2012年（平成24年）3月24日 - 月台進行改善工程，增設上蓋。
- 2014年（平成26年）
  - 4月24日 - 行人天橋封閉，開始新設行人過路處。
  - 6月 - 連接月台的行人過路處開始使用（附有按鈕式過路燈）。
- 2020年（令和2年）3月21日 - 電車站改名為富山大學前停留場[5]。

## 電車站構造
電車站是地面車站，建造在共用行車道上，設有1面1線的單式月台。月台設有上蓋。連接月台當初設有行人天橋，後來改為行人過路處。

## 電車站周邊
- 富山大學五福校園
- 五福公園（日语：富山県五福公園）
  - 縣營富山棒球場（日语：県営富山野球場）
  - 富山縣五福公園陸上競技場（日语：富山県五福公園陸上競技場）
- 富山縣立富山工業高等學校（日语：富山県立富山工業高等学校）
- 北陸銀行五福分店
- 五福地區中心
- JR西日本西富山站

## 相鄰電車站
富山地方鐵道
富山軌道線（吳羽線）
豐田汽車富山 G廣場五福前（五福末廣町）（C21）－富山大學前（C22）

### 曾經存在的路線
富山地方鐵道
富山軌道線（吳羽線）（1969年廢止）
富山大學前－（舊）大學前

## 注腳
1. ↑  .   [2021年4月19日]. （原始内容存档于2021年3月5日） （日语）.
2. ↑  . 朝日新聞. 2012-03-19  [2013-01-21]. （原始内容存档于2015-09-24） （日语）.
3. ↑  今尾惠介（監）. . 新潮社. 2008: 36. ISBN 978-4107900241 （日语）.
4. ↑  富山地方鉄道（編）. . 富山地方鉄道. 1979: 177 （日语）.
5. ↑  . 北日本放送. 2020-02-17  [2020-02-22]. （原始内容存档于2020-02-19） （日语）.

## 外部連結
- 富山大學前 市內電車 時間預定表PDF（日語） - 富山地方鐵道